# Gallegos de Hornija
Gallegos de Hornija is een gemeente in de Spaanse provincie Valladolid in de regio Castilië en León met een oppervlakte van 11,24 km². Gallegos de Hornija telt 131 inwoners (1 januari 2016).

## Demografische ontwikkeling
Bron: INE, 1857-2011: volkstellingen